# 우지 (래퍼)
우지는 대한민국의 가수다. 2020년 싱글 《Jiggy》로 데뷔했다.

## 방송
- 쇼미더머니 10 (2021) - Top132

## 음반
- Jiggy (2020)
- EMT (2021)
- 아직 (broken heart) (2021)